# Academia Portuguesa de Ex-Líbris

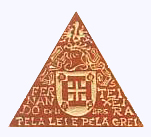
Ex-Líbris de Fernando Paes Coelho Teixeira

A Academia Portuguesa de Ex-Libris é uma associação sem fins lucrativos, sediada em Lisboa, que se dedica à promoção, estudo e divulgação dos ex-libris.

## História
A associação nasceu quando na década de 1950, o número crescente de coleccionadores e de interessados residentes em Portugal permitiu a institucionalização da organização e o início de um conjunto de actividades ligadas à ex-librística, que incluiu, a partir de 1955, a publicação de uma revista, o Boletim da Academia Portuguesa de Ex-Libris, dedicando espaço não apenas aos ex-libris mas também à heráldica, genealogia e bibliofilia.
É membro da Fédération International des Sociétés Amateurs ď Exlibris (F.I.S.A.E.).
Dos livros publicados e disponíveis em Portugal desta temática destaca-se um lote de opúsculos sobre ex-líbris.

### Presidentes
- João Jardim de Vilhena, filho dum primo em 2.º grau do 1.º Visconde de Ferreira do Alentejo e de sua mulher filha do 1.º Visconde de Monte São e irmã do 1.º Conde de Valenças (24 de Abril de 1952 - Novembro de 1953)[2];
- Carlos Alberto de Sousa Lobo de Oliveira (Novembro de 1953 - 4 de Fevereiro de 1972);
- ... (4 de Fevereiro de 1972 - Janeiro de 1981);
- Manuel Dejante Pinto de Magalhães Arnao Metelo (Janeiro de 1981 - Março de 1984);
- Manuel de Lancastre de Araújo Bobone, filho do 3.º Conde de Bobone (Março de 1984 - 12 de Outubro de 1990);
- Sérgio Augusto Leal Pinto Barata de Avelar Duarte (12 de Outubro de 1990 - 1999);
- Segismundo Manuel Peres Ramires Pinto (1999 - 2013);
- Sérgio Augusto Leal Pinto Barata de Avelar Duarte (2013 - 12 de Novembro de 2018);
- Ana Cristina Nunes Martins (12 de Novembro de 2018 - actualidade).

### Ex-líbris oficial
O ex-líbris oficial da instituição foi criado em 1954 desenhado por António Lima e a gravura de Mestre David Jorge de Sousa Paes Ferreira.

### Publicações especializadas
Publica o Boletim da Academia Portuguesa de Ex-Libris. A Academia Portuguesa de Ex-Líbris, deixou de publicar o seu Boletim com regularidade, embora tenha organizado o X Encontro Nacional de Ex-Libristas (1993) e quatro exposições temáticas em 1998 e 2003.

## Guia de publicações
- Manual de Ex-Librística. Fausto Moreira Rato. Imprensa Nacional Casa da Moeda. Lisboa. 1976. Brochado. Bastante ilustrado. 238 pp.
- A Linguagem de um Ex-Líbris. João Paulo de Abreu e Lima. Separata do Boletim da Academia Portuguesa de Ex-Libris, Ano XII, n.º41. Braga. 1967. 14 pp.
- Lista de Ex-Libris Heráldicos Portugueses. Castro e Almeida. Tipografia Lousanense. Lousã. 1971. Brochado. 159 pp.
- O Ex Libris. Manuel Esteves. Editora Gráfica Laemmert Limitada. Rio de Janeiro. 1956. Brochado. Ilustrado. 197 pp.
- 2ª Exposição Municipal de Ex Libris. Prefeitura do Distrito Federal - Secretaria Geral de Educação e Cultura - Biblioteca Municipal. Rio de Janeiro. 1953. Brochado. Ilustrado. 63 pp.
- Arquivo Brasileiro de Ex Libris. 1ª Serie 500 Ex Libris A-Z. Octavio de Campos Tourinho. Prefácio de Otto Floriano. Rio de Janeiro. 1950. Brochado. 140 pp.
- Exposição de Ex-Libris Portugueses. Séculos XVI a XX. Publicações do Real Gabinete Português de Leitura do Rio de Janeiro. 1958. Brochado. 52 pp.
- Ex-Libris. Gouveia Osório. Separata da revista Beira Alta. Viseu. 1966. Brochado. 11 pp.
- Catálogo da Exposição Comemorativa do I Encontro Nacional de Ex-Libristas. Tipografia Marques. Figueira da Foz. 1977. Brochado. 57 pp.
- Segunda Exposição de Ex-Libris em Viseu (de 19 de Setembro a 5 de Outubro do ano de 1970). Biblioteca Pública Municipal. Viseu. 1970. Brochado. 52 pp.
- Um Maitre Xylographe de L'Ex-Libris - Charles Favet. Paul Petitot. Renaissance. Troyes. 1960. Brochado. 24 pp.
- El Ex Libris y Su Uso por los Médicos y Farmacéuticos. Laboratorios del Norte de España, S.A. Barcelona. 1941. 25 pp.
- Que é um Ex-Libris?. J. Almeida Lucas. Separata do Almanaque Serões. Lisboa. 1940. Brochura. Ilustrado. 16 pp.
- Os Ex-Libris desenhados. António Piedade (com um estudo preliminar de J. Salinas Callado). Tipografia Peninsular. Figueira da Foz. 1933. Brochado. Ilustrado. 87 pp.